# Dysmorfie
Dysmorfie is in de geneeskunde een term die afwijkingen van het gelaat en het lichaam beschrijft. Een dysmorf kenmerk kan op zichzelf staan, maar ook een onderdeel zijn van een syndroom. Voorbeelden zijn afwijkingen in het gelaat, zoals een brede afstand tussen de ogen, maar ook een verkorte lengte van de bovenarmen en bovenbenen, hetgeen ook wel rizomele verkorting wordt genoemd.
Sommige dysmorfe kenmerken leveren geen problemen op voor een patiënt en zijn ook geen onderdeel van een onderliggend syndroom. Dysmorfe kenmerken kunnen wel een cosmetisch of functioneel probleem vormen. Niet alle dysmorfe kenmerken hebben dezelfde medisch betekenis: kleine afwijkingen behoeven geen verder onderzoek, maar meerdere grote afwijkingen kunnen wijzen in de richting van een erfelijke afwijking.
Niet alle dysmore kenmerken zijn meetbaar, hoewel ze wel zichtbaar zijn. Voorbeelden zijn een neerwaartse of opwaartse oogstand, lange wimpers en een prominent voorhoofd. Een dysmorf kenmerk is niet hetzelfde als een misvorming, aangezien de oorzaak daarvan ligt in externe factoren. Een voorbeeld is het ontstaan van klompvoeten bij oligohydramnion.

## Voorbeelden
Dysmorfe kenmerken zijn al vanaf de geboorte aanwezig, maar in sommige gevallen wordt een afwijking pas zichtbaar tijdens de groei en ontwikkeling van het kind. Zo kunnen er afwijkingen ontstaan in de lichaamsproporties of tijdens de ontwikkeling van secundaire geslachtskenmerken. Hieronder volgt een beknopte lijst van dysmorfe kenmerken en geassocieerde syndromen.

### Borstkas
| Dysmorfie                       | Geassocieerd syndroom                    |
| ------------------------------- | ---------------------------------------- |
| Afwezigheid van borst(spier)    | Syndroom van Poland                      |
| Pectus excavatum/carinatum      | Syndroom van Marfan                      |
| Overmatige ruimte tussen tepels | Syndroom van Noonan, syndroom van Turner |

### Handen en voeten
| Dysmorfie            | Geassocieerd syndroom                              |
| -------------------- | -------------------------------------------------- |
| Arachnodactylie      | Syndroom van Marfan, Ehlers Danlos, homocystinurie |
| Brachydactylie       | Syndroom van Aarskog, syndroom van Bloom           |
| Klompvoeten          | Syndroom van Loeys-Dietz                           |
| Simiaanlijn          | Syndroom van Down                                  |
| Syndactylie (cutaan) | Syndroom van Noonan                                |
| Zwanenhalsvingers    | Syndroom van Aarskog                               |

### Huid
| Dysmorfie                   | Geassocieerd syndroom                                                 |
| --------------------------- | --------------------------------------------------------------------- |
| Acrogerie                   | Syndroom van Ehlers-Danlos                                            |
| Café-au-lait-vlekken        | Neurofibromatose                                                      |
| Hirsutisme                  | Adrenogenitaal syndroom, syndroom van Cushing                         |
| Overmatige elasticiteit     | Syndroom van Ehlers-Danlos                                            |
| Sproeten rond lies en oksel | Neurofibromatose                                                      |
| Striae                      | Syndroom van Marfan, syndroom van Ehlers-Danlos, syndroom van Cushing |

### Lichaamsproporties
| Dysmorfie              | Geassocieerd syndroom                   |
| ---------------------- | --------------------------------------- |
| Abnormaal korte armen  | Achondroplasie                          |
| Abnormaal korte benen  | Achondroplasie                          |
| Abnormaal lange armen  | Syndroom van Marfan                     |
| Abnormaal lange benen  | Syndroom van Klinefelter, hypogonadisme |
| Madelungse deformiteit | Syndroom van Léri-Weill                 |

### Lippen en kaak
| Dysmorfie                        | Geassocieerd syndroom                               |
| -------------------------------- | --------------------------------------------------- |
| Crowding                         | Syndroom van Marfan                                 |
| Diasteem                         |                                                     |
| Dikke lippen                     | Syndroom van Williams Beuren                        |
| Dunne lippen                     | Foetale-alcoholsyndroom                             |
| Macrognathie                     | Hypofesetumoren                                     |
| Micrognathie                     | Niet specifiek                                      |
| Omlaaggetrokken mond             | Syndroom van Wolf-Hirschhorn                        |
| Pigmentvlekken op lippen en tong | Syndroom van Peurtz-Jeghers                         |
| Puntige kin                      | Syndroom van Alagille, Overgroeisyndroom van Kosaki |
| Tentvormige mond                 | Myotone dystrofie                                   |

### Nek
| Dysmorfie         | Geassocieerd syndroom     |
| ----------------- | ------------------------- |
| Korte nek         | Syndroom van Klippel-Feil |
| Losse huidplooien | Cutis laxa                |
| Webbing           | Syndroom van Turner       |

### Ogen
| Dysmorfie                  | Geassocieerd syndroom          |
| -------------------------- | ------------------------------ |
| Antimongoloïde oogstand    | Syndroom van Treacher Collins  |
| Blauwe sclera              | Osteogenesis imperfecta        |
| Epicanthusplooi(en)        | Foetale-alcoholsyndroom        |
| Hypertelorisme             | Niet-specifiek                 |
| Hypotelorisme              | Niet-specifiek                 |
| Kersrode vlek in netvlies  | Ziekte van Tay-Sachs           |
| Lange wimpers              | Syndroom van Cornelia de Lange |
| Mongoloïde oogstand        | Syndroom van Down              |
| Neerwaartse oogstand       | Niet-specifiek                 |
| Samengegroeide wenkbrauwen | Syndroom van Cornelia de Lange |

### Schedel
| Dysmorfie       | Geassocieerd syndroom                                |
| --------------- | ---------------------------------------------------- |
| Craniosynostose | Syndroom van Apert, Syndroom van Shprintzen Goldberg |
| Macrocefalie    | Syndroom van Sotos                                   |
| Microcefalie    | Cri-du-chatsyndroom, Trisomie 13                     |